# Dr. Lukas Parik
1. WEITERLEITUNG Lukas Parik